# Lackfi István
Csáktornyai és simontornyai Lackfi (II.) István (1340 – Kőrös (Horvátország), 1397. február 22.) főúr, székely ispán, horvát-dalmát bán, főlovászmester és ország nádora volt. Az Anjou-korban az ország egyik legnagyobb hatalommal bíró embere volt.

## A család származása
A családnak nevet adó Kerekegyházi Lack, a dunántúli Hermány nemzetség Arad és Csanád megyébe szakadt középbirtokos ágának a sarja volt. A Lackfi család a 14. században az ország legelőkelőbb és leggazdagabb családjai közé emelkedett és évtizedeken keresztül Erdély sorsának is irányító tényezői voltak.
Károly Róbert idejében a család tizenhat éven át viselte a székelyek ispánságának  tisztét. Az erdélyi vajdaságot és a keleti vármegyék főispánságát is viselték a Lackfiak. A Dunántúlon is voltak jelentős birtokaik, amelyet Károly Róbert és Nagy Lajos király adományozott hűséges szolgálataiért a Lackfiaknak, így a csáktornyai, az osztrogi, a fejérkői, a tátikai, a Rezi, a Simontornyai és a Döbröközi várakat és a hozzátartozó uradalmakat birtokolták hatalmuk csúcsán. Nagy Lajos uralkodásának 40 éve alatt mindig Lackfi volt a főlovászmester. Hatalmuk csúcspontján a Lackfi családnak 7 erős vár és mintegy 260 helység volt a birtokában.
A Lackfi család olyan hatalmi dominanciára tett szert, hogy maga Nagy Lajos király a család hatalmának ellensúlyozására a déli vármegyékben uralkodó Garai Miklóst nevezte ki macsói bánnak. 
A Lackfi család származási térképe

## Élete

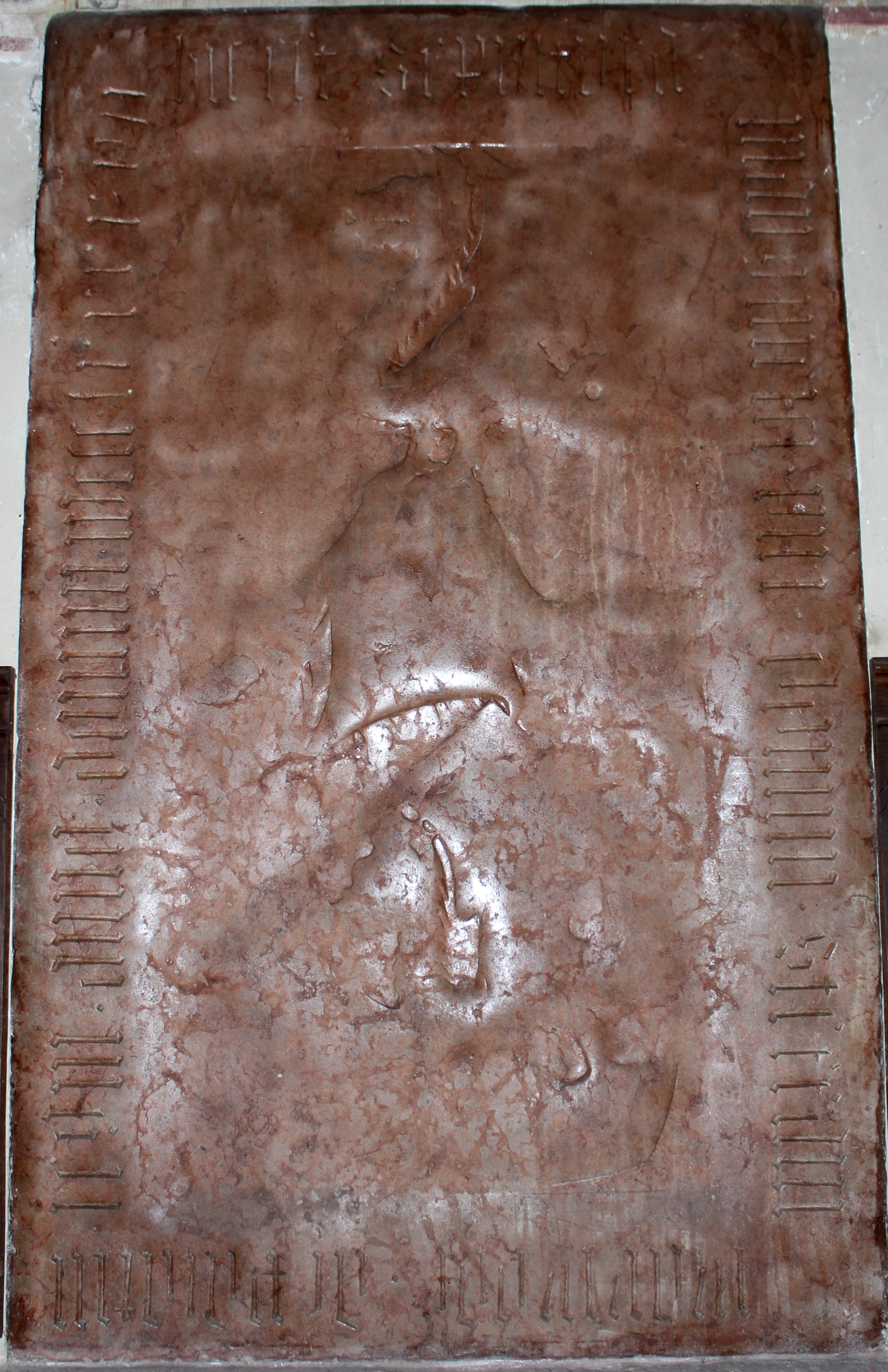
Lackfi István erdélyi vajda, nádor sírköve Keszthelyen

Apja Lackfi (I.) István  erdélyi vajda a nápolyi hadjárat vezére volt, de apjának négy testvére – András, Lajos, Miklós és Pál – is részt vett a hadjáratban. A korbeli dokumentumok szerint Lackfi István és öccsei ízig-vérig katonák és tehetséges hadvezérek voltak. Egyetlen testvére, aki nem katona lett, Dénes szerzetesnek állt és később kalocsai érsek lett.
Lackfi (II.) István a történelmi magyar forrásokban 1367 és 1397 között szerepel. Három fiútestvére volt: Dénes, Miklós, Imre.
1367–71 között székely ispán volt. A következő két évben a horvát-dalmát báni posztot töltötte be. A padovai háborúban, 1372 nyarán Nagy Lajos király felkérésére sereget vezetett Itáliába, a Velencével hadban álló Padovai Hercegség megsegítésére. Trevisio ostrománál a török segítséggel harcoló velenceiek súlyos vereséget mértek a magyar-padovai szövetségesekre. Lackfi fogságba esett, de sikerült kiszabadulnia. Az 1372 és 1376 közötti időszakban erdélyi vajda volt. 1376–77-ben a Szentföldre zarándokolt. Az utazás költségeinek mértékét jelzi, hogy a székesfehérvári keresztes lovagoknál elzálogosította két Tolna megyei faluját. Közel kétéves távolléte kedvező feltételt teremtett ellenfeleinek, a Garaiaknak és híveiknek, akik mindent elkövettek a hatalomból való kiszorításra.
1383-ra sikerült visszaszereznie befolyásos pozícióját azzal, hogy horvát-dalmát bán lett, de a következő év áprilisában eltávolították a hatalomból. Ekkor a Horvátiak és Szécsi Miklós országbíró ellenzéki mozgalmat indítottak, amelynek célja Garai Miklós nádor hatalmának megdöntése volt. Az 1385-ös év újra színlelt kibékülést hozott a két nagy főúri párt között, és Lackfi István újra betölthette az erdélyi vajda tisztjét. Horváti Jánoshoz és híveihez hasonlóan támogatta II. (Kis) Károly trónra jutását. Lackfi a végső felkelésben személyesen nem vett részt.
Horvátiak 1386 júliusában elfogták Mária magyar királynőt és Erzsébet anyakirálynét, a kíséretében lévő Garai Miklós nádort megölték. Az események után Lackfi István Luxemburgi Zsigmond mellé állt, kiszabadította a királynőt és nagyon valószínű, hogy ezért a támogatásért kapta meg a nádori címet. 1387-ben lovászmester is volt, ezen tisztségéhez adományul kapta Óvárat (Moson vármegye) és Komáromot.
1391-ben már titkos kapcsolatot tartott fenn a trónkövetelő Nápolyi Lászlóval. Ez Zsigmond tudomására juthatott, mert a király 1392-ben leváltotta a nádori tisztségről, majd amikor felmerült a gyanú, hogy a Horvátiakkal tartja a kapcsolatot, Luxemburgi Zsigmond a bizalmasnak számító lovászmesteri tisztségből is leváltotta.
Zsigmond a sikertelen és vesztes nikápolyi csatából (1396) nem tudott gyorsan visszatérni az országba, a királynak ezt a távollétét használták ki Lackfi és párthívei: fellázadtak ellene és nyíltan a trónkövetelő Nápolyi László mellé álltak. Ez a pártütés végleg megpecsételte saját és a Lackfi család többi tagjainak a sorsát is. 1397 februárjában Garai Miklós és a végső leszámolást kitervelő Kanizsai János tárgyalásra hívta Lackfit a szlavonai Kőrösre. Lackfi a királyi menlevélben bízva fegyvertelenül jelent meg unokaöccsével, de ellenfelei, Garai és Cillei Hermann megölték. A gyilkosságot Zsigmond utólag kiállított ítéletlevelével igazolta. 
Hatalmas vagyonát a király elkobozta és hívei között szétosztotta. Jelentős részt kapott a gyilkosság kitervelője, Kanizsai János érsek.
Holttestét Keszthelyre vitték, és a Magyarok Nagyasszonya templomban temették el. Ma a déli oldalfalban található sírköve.

## Emléke
• Keszthely város hivatalos honlapja döntő jelentőséget tulajdonít Lackfi Istvánnak a település fejlődésének elősegítésében, amikor 1368 táján betelepítette a ferenceseket.
• Keszthely város képviselő-testülete elkészíttette a város alapítójának a csáktornyai Lackfi II. István lovas szobrát. Lackfi lovas szobra